# 558. Grenadier-Division
Die 558. Grenadier-Division, später 558. Volksgrenadier-Division, war ein Großverband der Wehrmacht im Zweiten Weltkrieg.

## Geschichte

### Aufstellung
Die Division wurde am 11. Juli 1944 durch den Wehrkreis XIII als sogenannte „Sperrdivision“ in der 29. Aufstellungswelle aufgestellt.

### Verlegung an die Ostfront
Im August 1944 wurde die Division zur Heeresgruppe Mitte nach Litauen transportiert. Im Raum Suwałki kämpfte sie bei der 4. Armee, unter welcher sie bis zur Auflösung blieb.

### Auflösung durch Umbenennung
Am 9. Oktober 1944 wurde die Division in 558. Volksgrenadier-Division umbenannt.

## 558. Volksgrenadier-Division

### Aufstellung durch Umbenennung
Die Umbenennung der 558. Grenadier-Division erfolgte mit dem Befehl die Division auf den Stand einer Division der 32. Aufstellungswelle zu bringen, wobei eine Erweiterung der Kompanien auf Abteilungs- oder Bataillonslevel nicht nachweisbar ist. Die Division blieb im Raum Suwalki bei der 4. Armee, wechselte dann im November/Dezember 1944 vom übergeordneten XXXXI. Armeekorps zum Kavallerie-Korps.

### Ostpreußen
Im Januar 1945 war die Division in Ostpreußen und bei der Schlacht um Ostpreußen eingesetzt.

### Divisionkampfgruppe 558. Volksgren.Div.
In den folgenden Monaten kämpfte sie als Kampfgruppe weiter, im Februar und März 1945 in Heiligenbeil.

### Kapitulation
Die Reste der Einheit gerieten im April 1945 bei Pillau in sowjetische Kriegsgefangenschaft.

## Gliederung
Oktober 1944
- Grenadier-Regiment 1122 mit zwei Bataillonen
- Grenadier-Regiment 1123 mit zwei Bataillonen
- Grenadier-Regiment 1124 mit zwei Bataillonen
- Artillerie-Regiment 1558 mit vier Abteilungen
- Divisions-Einheiten 1558, u. a. Füsilier-Kompanie 558

## Kommandeure
- Generalleutnant Arthur Kullmer: vom 1. August 1944 bis März 1945
- Generalleutnant Werner von Bercken: April 1945